# 原子力安全委員会 (大韓民国)
原子力安全委員会（げんしりょくあんぜんいいんかい、朝鮮語: 원자력안전위원회、英語: Nuclear Safety & Security Commission; NSSC）は、大韓民国の原子力安全規制機関である。

## 沿革
1994年9月10日、韓国政府は「原子力安全政策声明」を発表、独立性・公開性・明確性・効率性・信頼性の5原則により原子力安全規制を強化することを明らかにした。1996年11月10日、原子力安全委員会の設置を盛り込んだ原子力法改正が国会で可決され、1997年7月1日に当委員会が発足した。
福島第一原子力発電所事故後の2011年10月26日、教育科学技術部所轄から大統領直属に改編され、独立性の強化が図られた。2013年3月23日、国務総理（首相）直属機関として再編された。

## 組織

### 委員会
- 委員会は委員長1人・常任委員1人を含めた9人の委員で構成される。任期は3年である[2]。所在地はソウル特別市鍾路区。

### 下部組織
- 運営支援課
- 創造行政予算課
- 広報協力課
- 安全政策局
- 放射線防災局

## 歴代長官
| 代                     | 氏名                   | 氏名                   | 在任期間               | 在任期間               | 備考                   |
| 代                     | 漢字表記               | ハングル表記           | 着任                   | 退任                   | 備考                   |
| 原子力安全委員会委員長 | 原子力安全委員会委員長 | 原子力安全委員会委員長 | 原子力安全委員会委員長 | 原子力安全委員会委員長 | 原子力安全委員会委員長 |
| ---------------------- | ---------------------- | ---------------------- | ---------------------- | ---------------------- | ---------------------- |
| 初                     | 姜昌淳                 | 강창순                 | 2011年10月26日         | 2011年3月23日          | 李明博政権             |
| 2                      | 李銀哲                 | 이은철                 | 2013年4月12日          | 2016年4月14日          | 朴槿恵政権             |
| 3                      | 金溶煥                 | 김용환                 | 2016年4月15日          | 2018年1月1日           | 文在寅政権             |
| 4                      | 姜政敏                 | 강정민                 | 2018年1月2日           | 2018年10月29日         | 文在寅政権             |
| 5                      | 厳在植                 | 엄재식                 | 2018年10月30日         | 2021年12月4日          | 文在寅政権             |
| 6                      | 劉国熙                 | 유국희                 | 2021年12月4日          | 現職                   | 文在寅政権             |